# نقيصة معرفية
النقيصة المعرفية أو القصور الإدراكي أو الاختلال المعرفي (بالإنجليزية: Cognitive deficit أو cognitive impairment)‏ هو مصطلح شامل يعبر عن أي خواص تمثل حاجزا أمام عملية المعرفة. المصطلح يصف النقص في الأداء الفكري العام مثل التخلف العقلي، أو يصف نقصا معينا في القدرات المعرفية مثل عجز التعلم وعسر القراءة، أو يصف خلل المعرفة أو الذاكرة الناتج عن استخدام العقاقير كما يلاحظ في تعاطي الكحول والقشرانيات السكرية والبنزوديازيبين.
قد تكون النقيصة المعرفية نتيجة لعيب خلقي أو ظروف مثل إصابات الدماغ والاضطرابات العصبية والاضطرابات النفسية.